# Yves Kruyner
Yves Kruyner est un joueur belge de volley-ball né le 10 mai 1990 à Temse (Flandre-Orientale). Il mesure 1,94 m et joue passeur.

## Clubs
| Club                  | Pays     | De        | À         |
| --------------------- | -------- | --------- | --------- |
| Aquacare Halen        | Belgique | 2008-2009 | 2008-2009 |
| AS Cannes             | France   | 2009-2010 | 2010-2011 |
| Martigues Volley-Ball | France   | 2011-2012 | …         |

## Palmarès
- Championnat de France 
  - Finaliste : 2010